# Santo Antônio (Manaus)
Santo Antônio é um bairro do município brasileiro de Manaus, capital do estado do Amazonas. Localiza-se na Zona Oeste da cidade. É um dos bairros mais antigos da capital amazonense, tendo sido o primeiro bairro de Manaus a ter luz elétrica. Esta delimitado, dentre outras vias, pela Av. Brasil e Avenida Padre Augustin Cabalero (Estrada da Compensa), rodeado pelos bairros da Compensa, Vila da Prata, São Jorge, Glória e São Raimundo.
De acordo com estimativas da Secretaria de Estado de Desenvolvimento Econômico, Ciência, Tecnologia e Inovação do Amazonas (SEDECTI), sua população era de 23 356 habitantes em 2017.
É no bairro onde estão localizados: a Câmara Municipal de Manaus, a feira coberta e a Paróquia do Santo Antônio.
Integram o bairro: o Conjunto dos Bancários II, e os loteamentos Uirapiranga I (empreendimento de Isaac Benzecry) e II (empreendimento de Joaquim Geraldo de Araújo).

## História
O bairro surgiu de loteamento e não de invasão, diferentemente da maioria dos bairros da cidade.
Antigamente, os moradores dividiram o bairro em três partes, dando nome a cada uma delas de acordo com suas características: o Santo Antônio Manda Brasa era a parte do bairro próxima da antiga casa de show “Manda Brasa”; o Santo Antônio Igreja é a área próxima a igreja e Santo Antônio Areal, era em um local com muita areia.

## Transportes
Santo Antônio é servido pelas empresas de ônibus Via Verde Transportes Coletivos Ltda., Expresso Coroado Ltda., Viação São Pedro Ltda., Rondônia Comércio e Extração de Minérios Ltda., e Vega Manaus Transportes de Passageiros Ltda.